# Großes Containerschiff

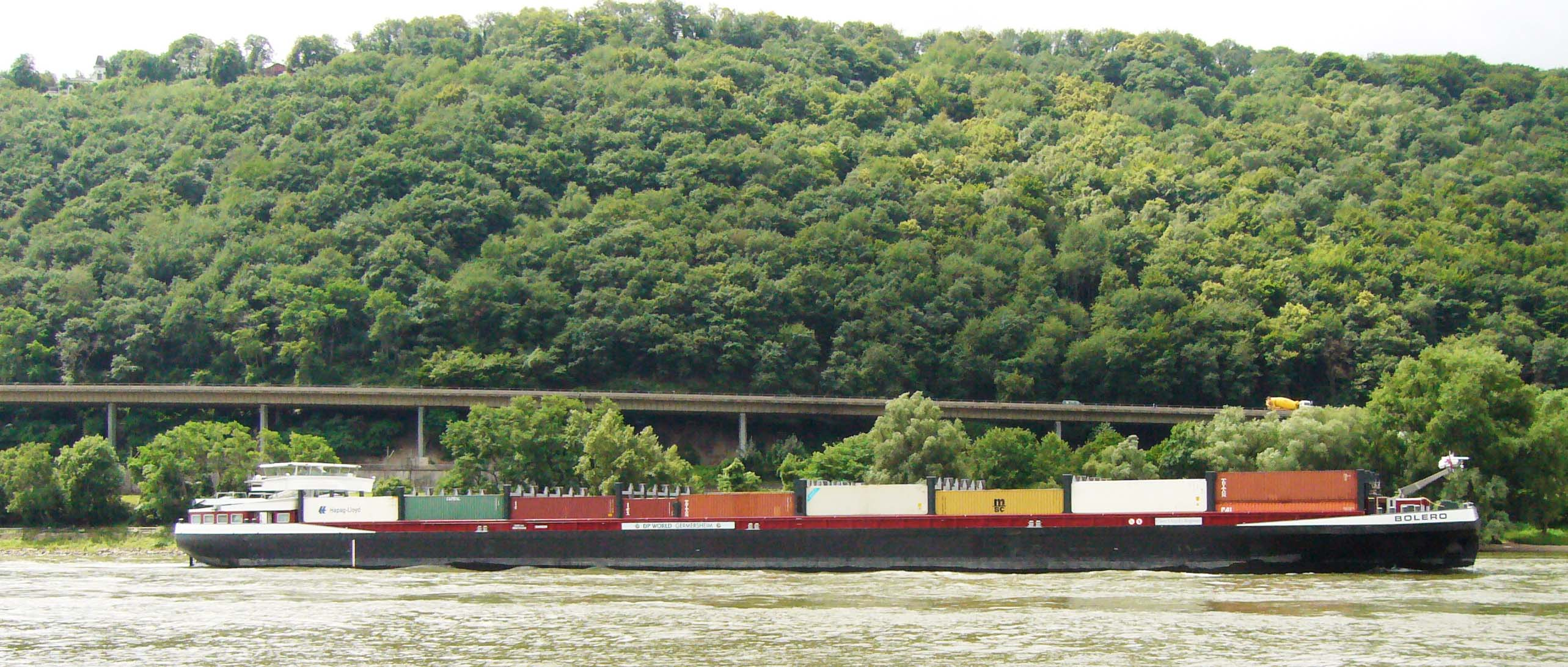
Motorcontainerschiff MCS Bolero

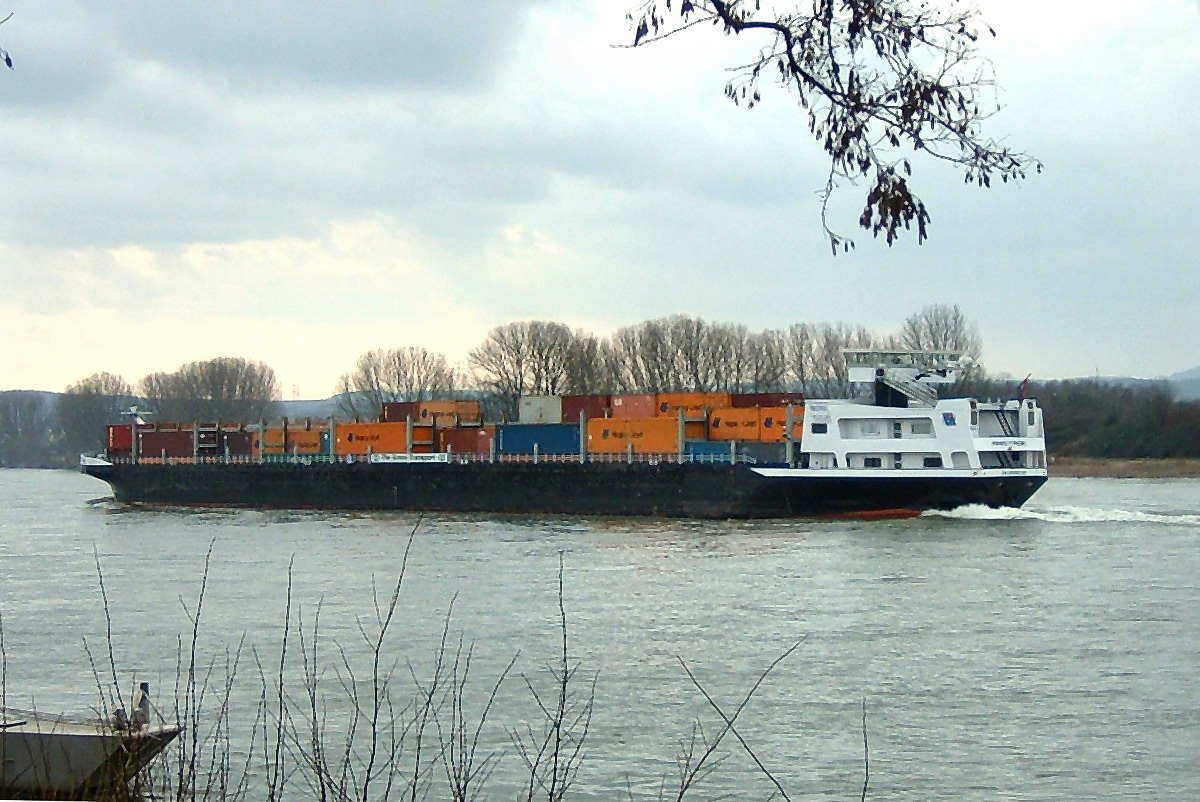
MCS Amistade, Schwesterschiff der MCS Jowi

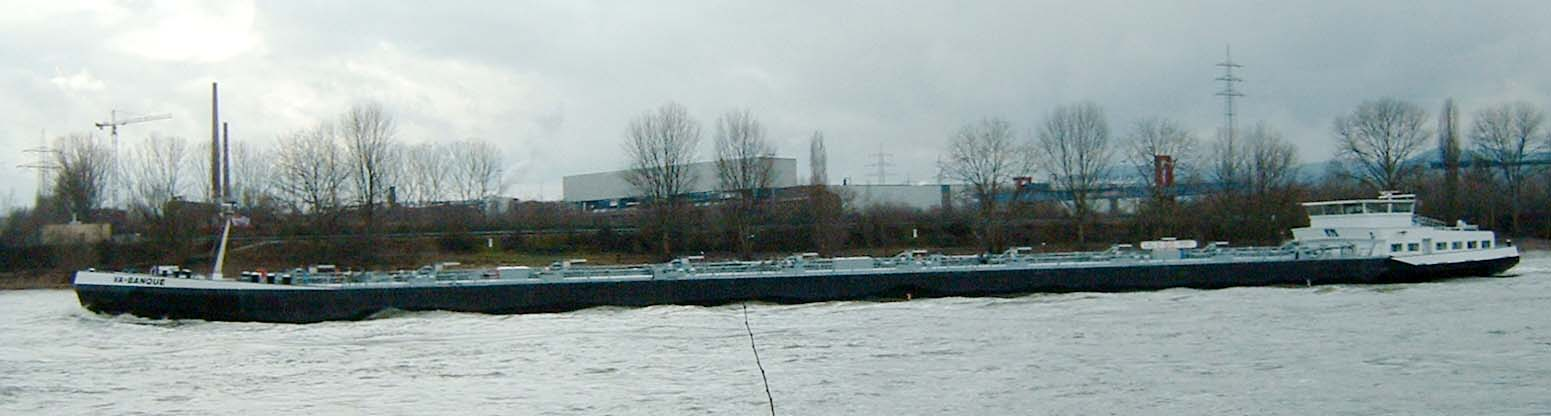
MTS Va-Banque, 135 × 16,8 m, 5111 t

Die Große Containerschiff-Klasse ist eine im Jahr 1998 in der Binnenschifffahrt eingeführte neue Generation von Schiffen. Diese Schiffe sind bis zu 135 Meter lang und bis zu 17,5 Meter breit und  hauptsächlich für den Container-Transport konzipiert. Das erste Schiff war die Jowi.

## Technische Daten
Das Schiff ist in Doppelhüllenbauweise ausgeführt und mit zwei Wohnungen, vorn und achtern, ausgestattet. Die Schwesterschiffe Jowi und Amistade haben achtern eine Wohnung auf zwei Decks. Die Wohnungen und das Ruderhaus sind vollklimatisiert. Im Maschinenraum ist ein Feuerlöschsystem eingebaut. Der Laderaum ist mit Anschlüssen für 60 Kühlcontainer und Führungsschienen, sogenannten Cellguides, ausgerüstet.
Schiffe der Jowi-Klasse werden auch als Tanker und Massengutfrachter gebaut. Der Antrieb erfolgt meist mit zwei Propellern, manchmal auch mit drei. Ihr Fahrgebiet ist der Rhein bis nach Basel. Allerdings besteht für Schiffe über 110 Meter Länge ein Fahrverbot in der Talfahrt zwischen Lorch und Sankt Goar beim Pegel Kaub von weniger als 0,85 m und höher als 4,60 m.
Beispiel des MCS Bolero, Baujahr 2003: Der Schiffsrumpf wurde in Nantong (China) gebaut und das Schiff bei der niederländischen Werft De Gerlien van Tiem in Druten fertiggestellt.
| Länge | 134,95 m                                                                                        |
| Breite | 17,35 m                                                                                         |
| Tiefgang | 3,60 m                                                                                          |
| Seitenhöhe                                                                                                   | 5,50 m                                                                                          |
| Laderaum | 9.722 m³                                                                                        |
| Tragfähigkeit                                                                                                | 5.327 Tonnen oder bis zu 500 TEU in fünf Lagen                                                  |
| Antrieb | 2 × Caterpillar 3512 DI-TA 1119 kW auf zwei Fünfblattschrauben 1800 mm mit Optima-Düsen 1810 mm |
| Bugstrahlruder                                                                                               | 1 Caterpillar 3508 DI-TA 853 kW, Veth-Jet 4-Kanal-1700                                          |
| Generatorset                                                                                                 | Caterpillar 3412E DI-TA Für Bugstrahlantrieb und Stromversorgung der Kühlcontainer              |
| Generatorsets                                                                                                | 2 × 80 kVA Cummins für Bordversorgung                                                           |
| Ruderanlage                                                                                                  | 2 unabhängig steuerbare hydraulische Rudermaschinen, vier Ruder.                                |
| Hydraulikanlage zu Heben und Senken des Ruderhauses und dessen Oberteil, für Autokran und achtere Ankerwinde |                                                                                                 |